# Chiesa dell'Annunciazione di Maria Vergine (Calestano)
La chiesa dell'Annunciazione di Maria Vergine è un luogo di culto cattolico dalle forme neoclassiche, situato nel centro di Canesano, frazione di Calestano, in provincia e diocesi di Parma; è sede di una parrocchia compresa nella zona pastorale della Montagna.

## Storia
Il luogo di culto originario fu costruito in epoca tardo-medievale; la più antica testimonianza della sua esistenza risale al 1493, quando la cappella fu citata tra le dipendenze della pieve di Bardone.
Nella seconda metà del XIX secolo una frana causò forti danni all'antica chiesa, che fu abbattuta e ricostruita nel 1888 in posizione più sicura; si salvò soltanto il campanile, adiacente al piccolo cimitero.
Nel 1925 fu edificata la nuova torre campanaria.
Nel 1952 il luogo di culto fu sottoposto a interventi di ristrutturazione, con la costruzione delle due cappelle laterali e la decorazione degli interni.

## Descrizione

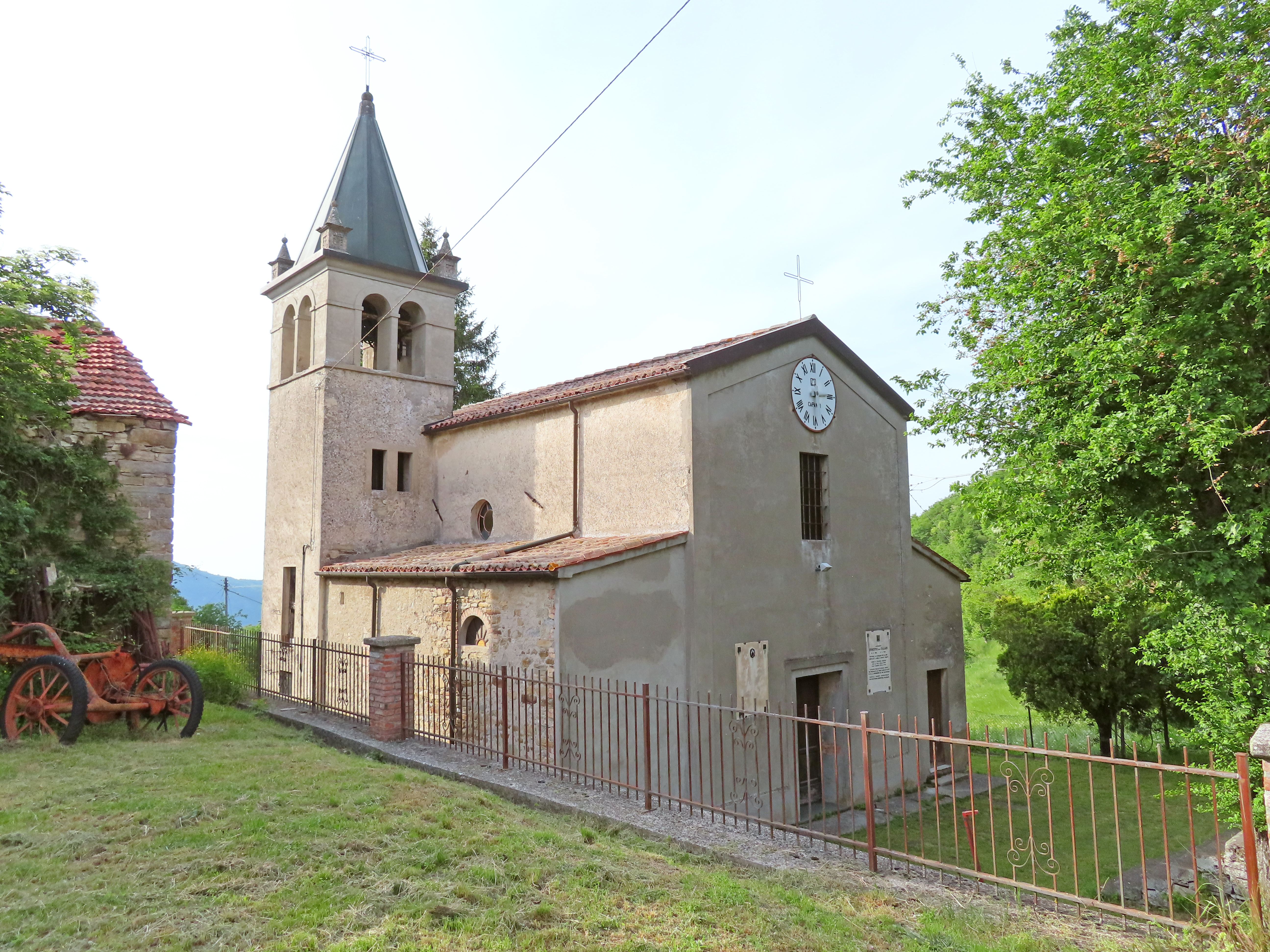
Facciata e lato sud

La chiesa si sviluppa su un impianto a navata unica affiancata da una cappella per lato, con ingresso a est e presbiterio absidato a ovest.
La semplice e pressoché simmetrica facciata a salienti, interamente intonacata, è tripartita da due sottili lesene; nel mezzo è collocato l'ampio portale d'ingresso principale, delimitato da una cornice; più in alto si apre una finestra rettangolare, sormontata da un grande orologio centrale; sulla destra, in corrispondenza della cappella, è posto il portale d'ingresso secondario.
Dai fianchi rivestiti in pietra aggettano i volumi delle cappelle laterali; al termine del prospetto sinistro si erge il massiccio campanile intonacato; la cella campanaria si affaccia sulle quattro fronti attraverso ampie bifore ad arco a tutto sesto; in sommità si eleva, oltre il cornicione in aggetto, un'aguzza guglia in rame a base ottagonale, tra quattro piccoli pinnacoli posti sugli spigoli.
All'interno la navata, coperta da due volte a crociera decorate con affreschi, è affiancata da una serie di lesene coronate da capitelli dorici, a sostegno del cornicione perimetrale modanato; le simmetriche cappelle laterali, chiuse superiormente da volte a botte, si affacciano sull'aula attraverso ampie arcate a tutto sesto.
Il presbiterio, lievemente sopraelevato, è preceduto dall'arco trionfale a tutto sesto, retto da paraste; l'ambiente absidato, coperto dal catino a semicupola dipinto, è illuminato da due monofore ad arco a tutto sesto; al centro è collocato l'altare maggiore a mensa in marmo rosso, aggiunto tra il 1980 e il 1990.
La chiesa conserva un pregevole fonte battesimale in arenaria risalente al XV secolo, ornato con semplici bassorilievi romanici.

### Antico campanile

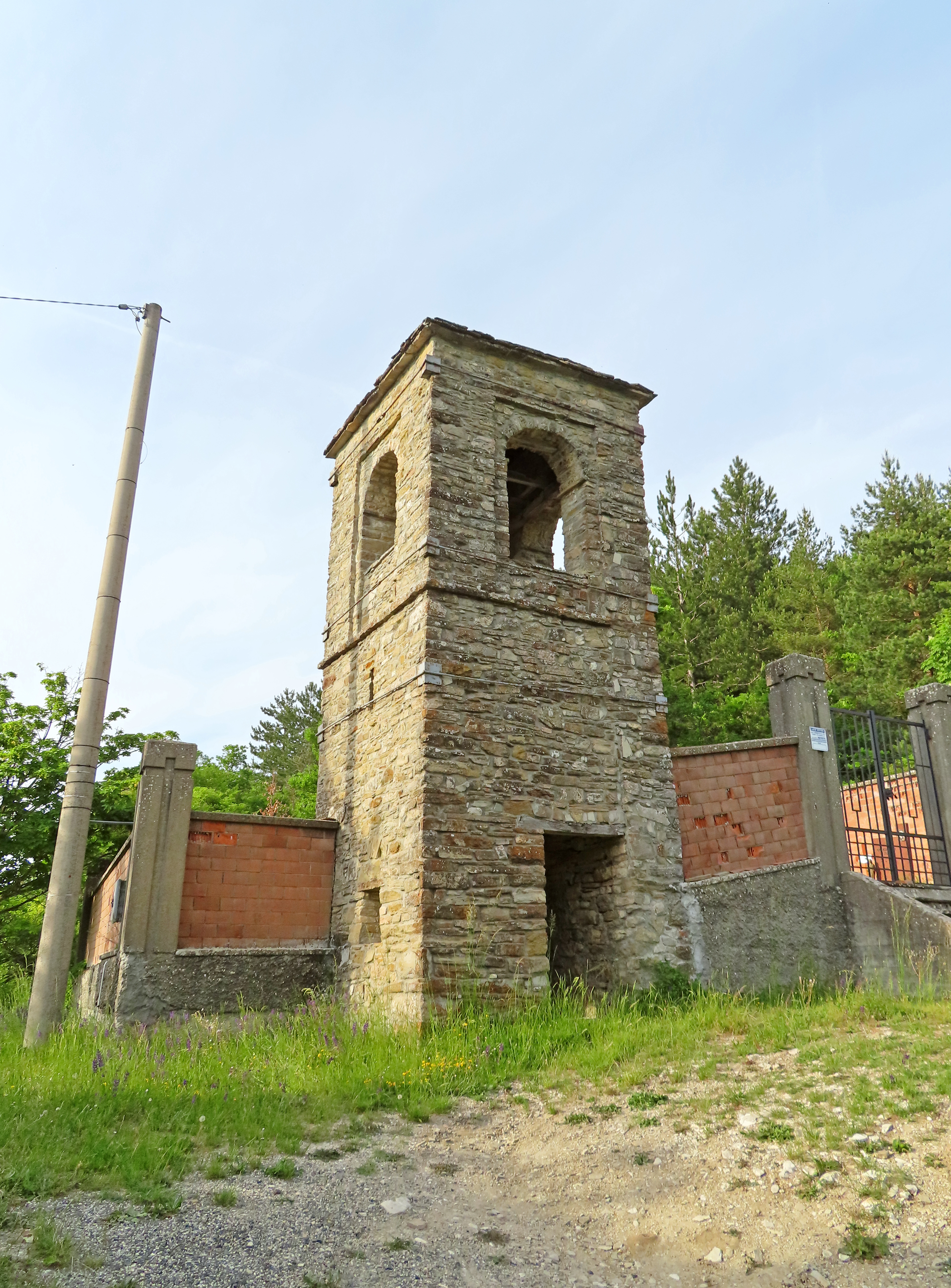
Antico campanile

L'antico campanile quattrocentesco sorge isolato in adiacenza al cimitero.
La torre, interamente rivestita in pietra, è accessibile attraverso un portale alla base; la cella campanaria si affaccia sulle quattro fronti attraverso ampie monofore ad arco a tutto sesto.